# Marcel Daffis
Pas d'image ? Cliquez ici

a Compétitions nationales et continentales officielles uniquement.

b Matchs officiels uniquement.
Marcel Daffis, né le 13 janvier 1911 à Villelongue-de-la-Salanque et mort le 12 mai 1989 à Villeneuve-sur-Lot, est un joueur de rugby à XIII international français et de rugby à XV, évoluant au poste de pilier ou deuxième ligne.

## Famille
Jean Marcel Sébastien Daffis naît le 13 janvier 1911 à Villelongue-de-la-Salanque (Pyrénées-Orientales) dans la maison familiale. Son père, Marcel Daffis (1875-?), est cultivateur, et sa mère, Marguerite Ferrer (1875-?), sans profession. Il a un frère et deux sœurs (Marguerite (1897-1969) et Marie (née en 1899)). Il se marie le 21 janvier 1941 à Andrée Boé (1920-2011), en la mairie de Villeneuve-sur-Lot avec qui il a trois enfants : Annie, Michelle et Jean-Louis.

## Biographie
Originaire de Perpignan, il s'engage en rugby à XIII avec le S.A. Villeneuve dès la naissance de ce sport en France. Il devient un élément incontournable du club au poste de pilier et participe à tous les succès d'avant-guerre du club villeneuvois. Il connaît par ailleurs une sélection avec l'équipe de France le 23 novembre 1935 contre le Pays de Galles

## Palmarès

### Rugby à XIII
- Collectif[2] :
  - Vainqueur du Championnat de France : 1935 (Villeneuve).
  - Vainqueur de la Coupe de France : 1937 (Villeneuve).
  - Finaliste du Championnat de France : 1938 et 1939 (Villeneuve).
  - Finaliste de la Coupe de France : 1936 et 1938 (Villeneuve).

#### Détails en sélection
| Matchs internationaux de Jean Daffis | Matchs internationaux de Jean Daffis | Matchs internationaux de Jean Daffis | Matchs internationaux de Jean Daffis | Matchs internationaux de Jean Daffis | Matchs internationaux de Jean Daffis | Matchs internationaux de Jean Daffis | Matchs internationaux de Jean Daffis | Matchs internationaux de Jean Daffis | Matchs internationaux de Jean Daffis | Matchs internationaux de Jean Daffis | Matchs internationaux de Jean Daffis |
|                                      | Date                                 | Adversaire                           | Résultat                             | Compétition                          | Poste                                | Points                               | Essais                               | Pen.                                 | Drops                                |                                      |                                      |
| ------------------------------------ | ------------------------------------ | ------------------------------------ | ------------------------------------ | ------------------------------------ | ------------------------------------ | ------------------------------------ | ------------------------------------ | ------------------------------------ | ------------------------------------ | ------------------------------------ | ------------------------------------ |
| sous les couleurs de la France       |                                      |                                      |                                      |                                      |                                      |                                      |                                      |                                      |                                      |                                      |                                      |
| 1.                                   | 23 novembre 1935                     | Pays de Galles                       | 7-41                                 | Coupe d'Europe                       | Centre (c)                           | -                                    | -                                    | -                                    | -                                    |                                      |                                      |

#### Détails en club
| Saison    | Saison        | Championnat           | Championnat | Coupe           | Coupe      | Sélection | Sélection | Sélection | Sélection | Sélection | Sélection | Sélection |
| Saison    | Saison        | Comp.                 | Class.      | Comp.           | Class.     | Comp.     | M         | Pts       | Ess.      | Buts      | Dp.       |           |
| --------- | ------------- | --------------------- | ----------- | --------------- | ---------- | --------- | --------- | --------- | --------- | --------- | --------- | --------- |
| 1934-1935 | SA Villeneuve | Championnat de France | Champion    | Coupe de France | 1/2 finale |           |           |           |           |           |           |           |
| 1935-1936 | SA Villeneuve | Championnat de France | 1/4 finale  | Coupe de France | Finaliste  | CE        | 1         | -         | -         | -         | -         |           |
| 1936-1937 | SA Villeneuve | Championnat de France | 7e          | Coupe de France | Vainqueur  |           |           |           |           |           |           |           |
| 1937-1938 | SA Villeneuve | Championnat de France | Finaliste   | Coupe de France | Finaliste  |           |           |           |           |           |           |           |
| 1938-1939 | SA Villeneuve | Championnat de France | Finaliste   | Coupe de France | 1/4 finale |           |           |           |           |           |           |           |